# Magda Ilands
Magda Ilands, född 16 januari 1950, är en friidrottare från Belgien. Hon deltog vid olympiska sommarspelen 1988.